# St-Léger (Burie)

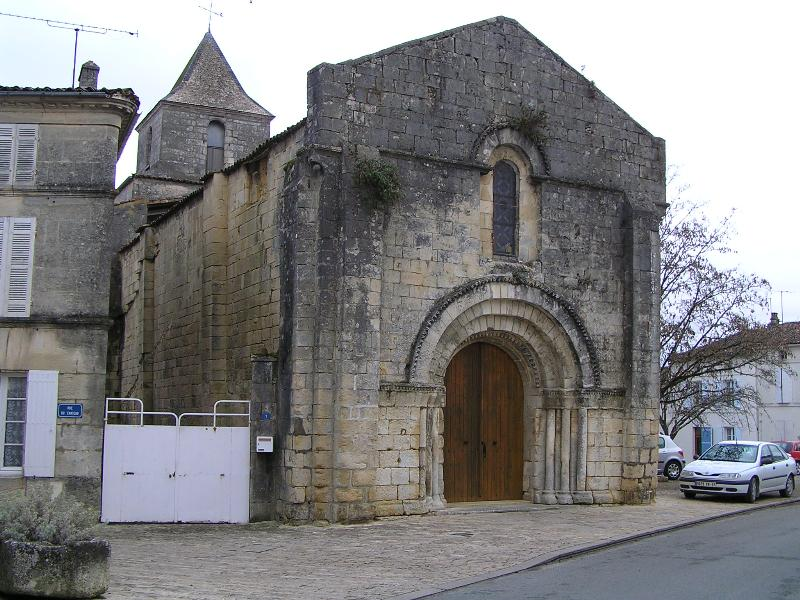
Kirche St-Léger in Burie

Die römisch-katholische Kirche St-Léger befindet sich in Burie im Département Charente-Maritime in Frankreich. Die Kirche ist seit 1925 als Monument historique anerkannt.

## Beschreibung
Das unter dem Patrozinium des  heiligen Leodegar von Autun stehende Gotteshaus entstand im 12. Jahrhundert im Stil der Romanik als einschiffige Chorturmkirche. Die Erbauung der Kirche, die als Kapelle der benachbarten Burg diente, erfolgte durch das Benediktinerpriorat St-Léger in Cognac.  Die weitgehend ungegliederte Westfassade besitzt ein beidseitig von Säulen begleitetes Stufenportal mit einem darüber liegenden Rundbogenfenster. Das Chorjoch der Kirche wird von einer aufwändigen Kuppel überwölbt, über der sich der Chorturm erhebt. Im Osten schließt der Chor mit einer Halbkreisapsis, die von einer Halbtonne überwölbt wird.

## Ausstattung
- Kreuzabnahme, Malerei, 19. Jahrhundert, Monument historique[4]
- Kelch, 18. Jahrhundert, Silber vergoldet, Monument historique[5]